# Viewtiful Joe
Viewtiful Joe ist ein 2003 von Capcom für den Nintendo GameCube (später auch für die PlayStation 2) herausgebrachtes Actionspiel. Weitere Nachfolger erschienen direkt mindestens auf zwei Systemen mit Ausnahme des Nintendo-DS-Spiels Viewtiful Joe – Double Trouble.

## Handlung
Joe, die Hauptfigur des Spiels, ist ein gewöhnlicher Filmfan, bis seine Freundin Sylvia bei einem Kinobesuch in einen beliebten Captain-Blue-Film (ein fiktiver Superheld innerhalb der fiktiven Geschichte) entführt wird.
Joe folgt Sylvia, um sie wieder herauszuholen und wird im Film zu „Viewtiful Joe“, einem Superhelden, der zunächst von Captain Blue unterrichtet wird. Im Laufe des Spiels stellt sich heraus, dass die Superschurken des Films vorhaben, die reale Welt zu erobern. Joe macht sich auf, um dies zu verhindern. Auch die anderen Vertreter dieser jungen Videospielreihe befassen sich mit Abenteuern in einer Filmwelt.
Handlungstechnisch beeinflusst von dem Kinofilm Last Action Hero, stellt es vom Stil her eine Mischung aus Anime/Manga und typischen japanischen Superhelden-Serien dar (man vergleiche etwa Joes Kostüm mit den Power Rangers). Bestimmte Filme werden zumeist nur sehr indirekt und wenig vordergründig parodiert, sondern vielmehr allgemeine Gesetze des Films, seiner Handlung und seiner internen Logik. Zudem werden auch Videospiel-Klischees stark betont („befreie das Mädchen“, „einer gegen alle“, „Storytwists“ etc.)

## Spielprinzip
Das Spiel fiel durch die Nutzung des seltenen Cel-Shading-Stils und seine ungewöhnlichen Features (da Joe sich in einem Film befindet, kann er Zeitlupe, Zeitraffer und Zoom nutzen) sowie einen für ein Videospiel ungewöhnlichen Humor, aber auch durch seinen hohen Schwierigkeitsgrad auf. Dieser ist vor allem darin begründet, dass die Viewtiful-Joe-Spiele Einübung, Erfahrung und Intuition verlangen. Als Ausgleich bietet das Spiel eine sehr langfristige Lernkurve.

## Nachfolger
Es erschienen mehrere Nachfolger:
- Viewtiful Joe 2 (2004) für GameCube und Playstation 2,
- Viewtiful Joe: Double Trouble (2005) für Nintendo DS und
- Viewtiful Joe: Red Hot Rumble (2005) für GameCube und Playstation Portable.

Der Hauptcharakter Viewtiful Joe hat neben der Hauptrolle in den gleichnamigen Spielen auch einige Gastauftritte in anderen Spielen:
- Er ist ein spielbarer Charakter in dem Beat’em up Tatsunoko vs Capcom – Ultimate All-Stars.
- Viewtiful Joe ist Teil der Kämpferriege in Marvel vs. Capcom 3: Fate of Two Worlds und in dessen Update Ultimate Marvel vs. Capcom 3.[1]
- Als Gastcharakter hat Joe einen Auftritt im Mobile-Game Combo Crew